# Nimbacris longicornis
Nimbacris longicornis är en insektsart som först beskrevs av Lucien Chopard 1958.  Nimbacris longicornis ingår i släktet Nimbacris och familjen gräshoppor. Inga underarter finns listade i Catalogue of Life.